# Anson (Maine)
Anson é uma cidade  localizada no estado americano de Maine, no Condado de Somerset.

## Demografia
Segundo o censo americano de 2000, a sua população era de 2583 habitantes.

## Localidades na vizinhança
O diagrama seguinte representa as localidades num raio de 32 km ao redor de Anson. 